# 帕拉万萨图
帕拉万萨图（Palavansathu），是印度泰米尔纳德邦Vellore县的一个城镇。总人口16136（2001年）。

## 人口
该地2001年总人口16136人，其中男性8179人，女性7957人；0—6岁人口1328人，其中男700人，女628人；识字率75.77%，其中男性为81.39%，女性为69.99%。